# Abbazia di Sant'Angelo de Frigillo
L'abbazia di Sant'Angelo de Frigillo (o Frigido) è un'abbazia in rovina situata in prossimità della cittadina di Mesoraca, in Calabria.

## Storia

### Origine
Il monastero di Sant'Angelo de Frigillo è situato nei pressi del Parco nazionale della Sila nella località Sant'Angelo su un vasto altopiano a 700 metri sul livello del mare, poco distante dal fiume Vergari e  dal monte petrara; il nome originario era Santus Angelus in Fringillis. Il toponimo, secondo alcuni storici deriva da frigidus (Freddo, in luogo freddo), secondo altri dal Fringilla coelebs della famiglia dei Fringillidi ossia il Fringuello, l'uccello che si manifesta con i primi freddi dell'inverno ma l'assonanza più attendibile sarebbe il Filugello o Filugillo, ossia il baco da seta che i cistercensi introdussero in Calabria durante il regno di Federico II di Svevia; in prossimità dei resti dell'abbazia sono visibili alcuni alberi di gelso secolari, le cui foglie sono alla base dell'alimentazione del baco stesso.
Il primo documento che attesta l'esistenza del monastero risale al 1188, anche se uno storico accreditato (G. Fiore) fa risalire al 500 la nascita del monastero per mano dell'Ordine di San Benedetto. I cistercensi arrivarono in Calabria col compito di latinizzare le popolazioni del luogo legate ancora al rito greco e alla cultura dei bizantini. Verso la fine del XII secolo, Luca Campano abate dell'Abbazia di Santa Maria della Sambucina, successivamente vescovo di Cosenza, nonché scriba di Gioacchino da Fiore, dovendo amministrare alcuni possedimenti in Santa Severina e in Catanzaro decise, nel giugno del 1202, di elevare il convento di Sant'Angelo ad abbazia madre, stipulando un contratto con l'arcivescovo Bartolomeo di Santa Severina, in seguito al quale la nuova abbazia  cistercense poté accorpare ad essa i monasteri di rito greco di Santo Stefano sul Vergari, Santa Maria de Archelao e San Nicola di Pineto.

### Sviluppo
L'abbazia ottenne l'assoluta indipendenza dall'ordine diocesano e, tutelata dall'imperatore Federico II e del Papa, permise alla comunità cistercense di instaurare un periodo di grande splendore, durante il quale il monastero divenne non solo un importante centro religioso, ma anche un punto di riferimento essenziale per l'economia e la politica di un vasto territorio, inoltre diede un grande impulso alla cultura, mediante la creazione di un centro scrittorio diventando uno dei più importanti centri di scrittura dell'Italia meridionale. Numerosi sono i libri miniati prodotti e conservati nella Biblioteca Vaticana.

### Declino
L'abbazia nel 1349 venne gravemente danneggiata da un terremoto che causò l'allontanamento dei monaci, in seguito ritornati dopo qualche decennio per restaurare le strutture. Alla metà del quattrocento ne era abate Nicola de Liotta che l'umanista bibliofilo Tomaso Parentucelli – papa dal 1447 al 1455 con il nome di  papa Niccolò V – rimosse, a causa delle accuse di aver derubato il monastero dei suoi beni, nominando abate commendatario il cappellano di Alfonso V d'Aragona, Giacomo Alborelli; in quel periodo il Papa concepì l'idea di creare una biblioteca moderna realizzando perciò una raccolta di antichi codici, primo tassello di quella che doveva divenire l'attuale Biblioteca vaticana, nella quale sono presenti dei codici provenienti dal monastero di Sant'Angelo. Dopo la commenda si rafforzò l'antico legame tra le tre abbazie madri calabresi ma ciò non impedì la loro decadenza. Nel 1570 il duca Carlo Caracciolo, in virtù delle bolle spedite da Papa Pio V con obbligo di incentivare economicamente il monastero, si accordò col cardinale di Chiaravalle, procuratore dell'ordine cistercense, concedendo un contributo di 320 ducati annui.

L'abbazia di Sant'Angelo de Frigillo venne soppressa nel 1652 da Innocenzo X ma venne riaperta nel 1658 da papa Alessandro VII quale grangia dell'Abbazia di Santa Maria della Matina; nel 1795 divenne chiesa rurale; la pianta dell'antica chiesa era «di lunghezza palmi 115 con la sua proporzionata larghezza», i monaci nel settecento ne avevano restaurato una parte, sulle rovine della vecchia di palmi «trentasei con proporzionata larghezza», all'interno della navata vi era un altare sormontato da un dipinto raffigurante la Vergine Maria con l'arcangelo Michele, san Benedetto e numerose reliquie. Anche il convento, attiguo alla chiesa, era stato restaurato, si presentava composto da una sala, quattro camere, la cucina, la dispensa ed alcune officine. Successivamente la chiesa crollò a causa del terremoto del 1832 e non venne mai più ricostruita; oggi dell'intera struttura di stile romanico restano vaste porzioni di muri che delimitano la pianta della chiesa e parte di una crociera con elementi decorativi frammentari, identificabili a due parti di costolone in pietra ad ogiva tipici dell'architettura romanica cistercense. L'adiacente giardino circondato da basse mura è costeggiato dall'antico tratturo medioevale che dalla montagna silana portava al mare, a pochi metri dai resti della grande abbazia madre sono ancora attive le grange  di cui una ricadente su una collinetta incastonata nella roccia granitica, con casetta e stazzo appare ancora  integra, altre a ridosso del tratturo e rielaborate nei secoli. Venivano usate dai conversi che lavoravano per l'abbazia, gestivano i terreni e la pastorizia indossavano il saio cistercense ma erano laici, avevano come motto ora et labora.

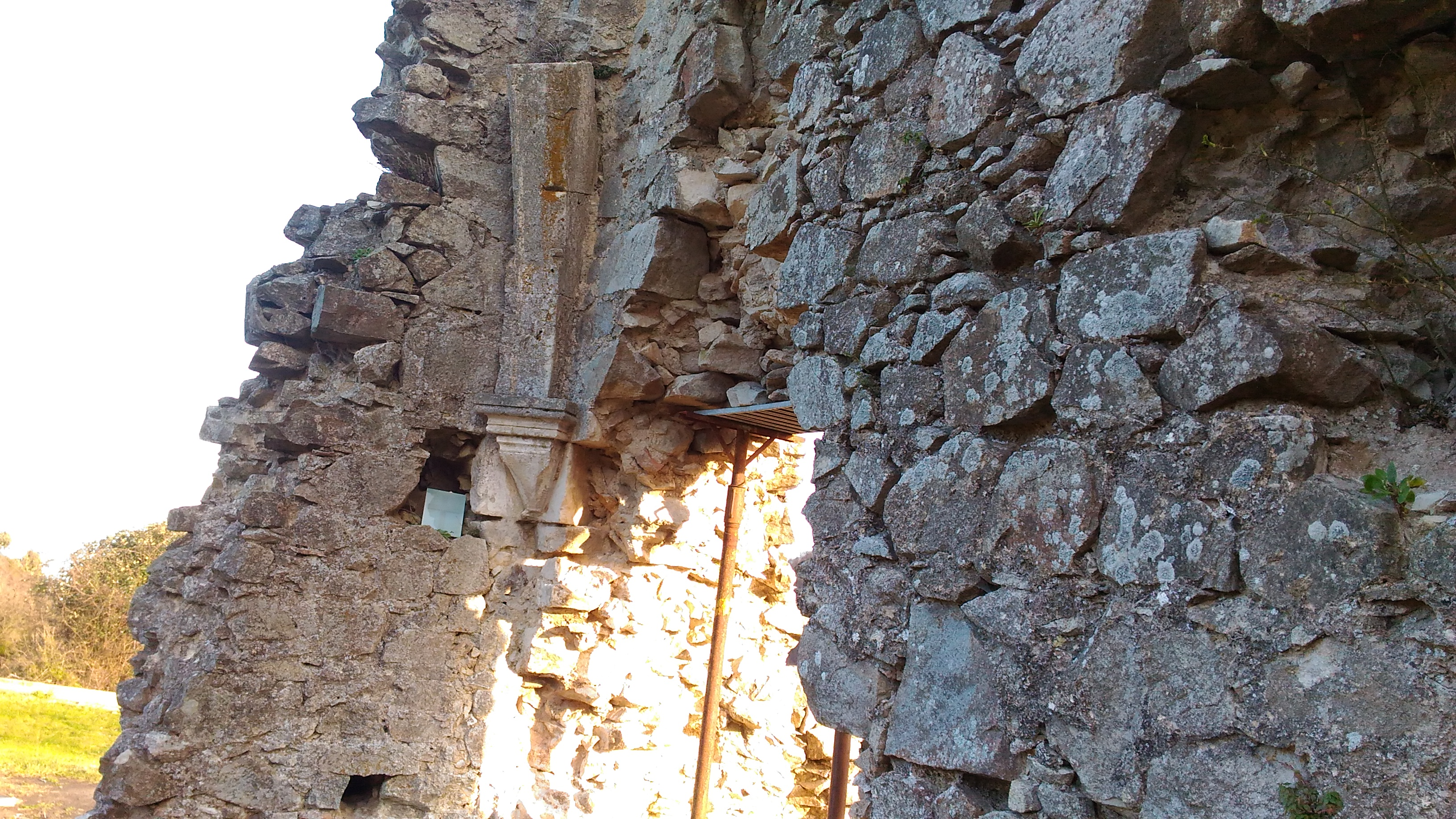
Ruderi

## Reliquie

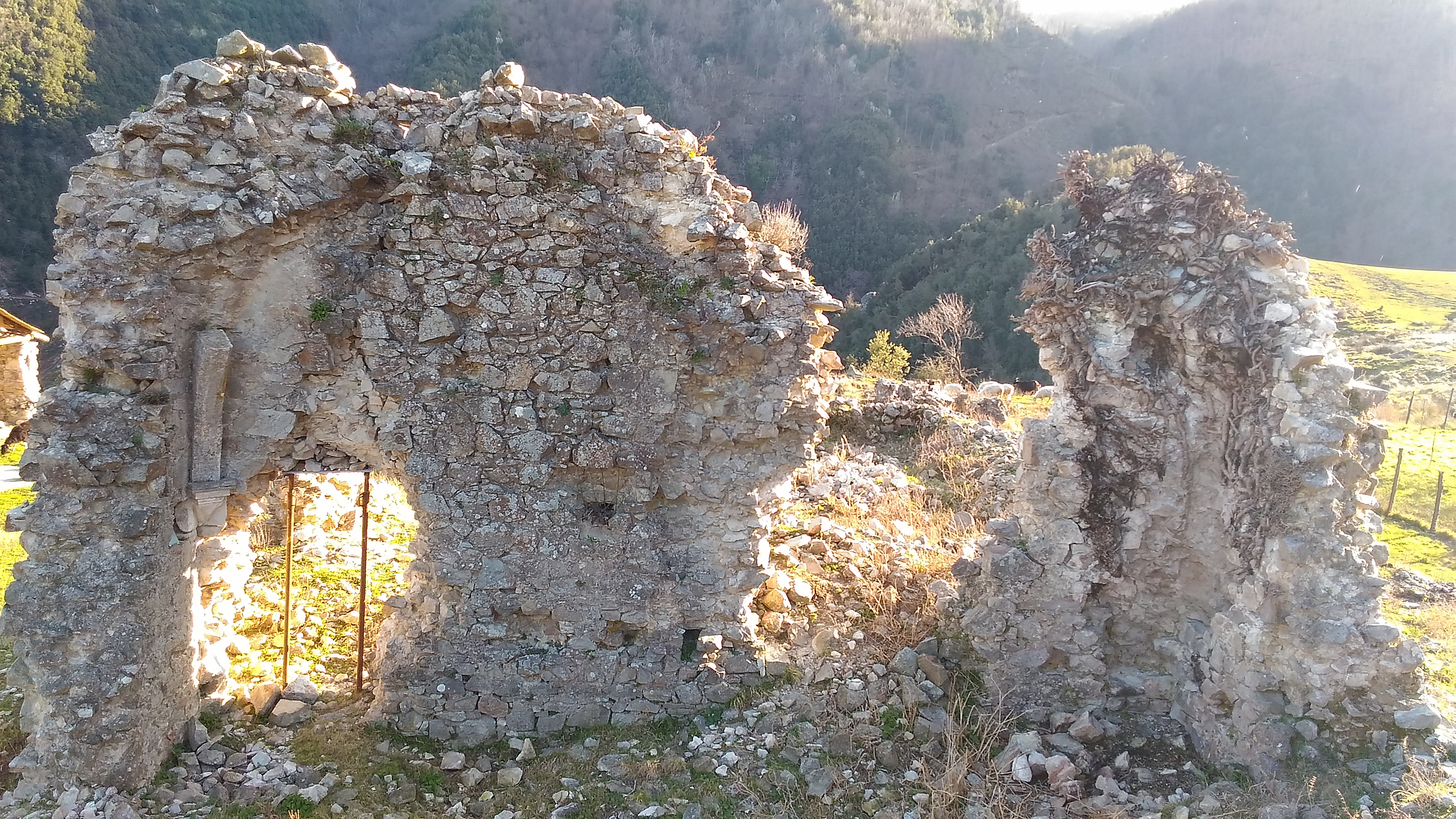
Ruderi

Nell'abbazia fino a tutto il secolo XVIII erano presenti numerose reliquie di santi, acquisite nei secoli e molto venerate, che, dopo l'abbandono da parte dei monaci, andarono disperse. Di seguito l'elenco: Costa Sancti Blasi Martiris, Mandibula inferior Sancti Nicolai de Tolentino, Reliquiae capillorum Sanctae Mariae Magdalenae, Reliquiae ossis et pellis Sancti Bartholomei Apostoli, De ocsibus Sancti Remigi Episcopi, Costa Sancti Leonardi, Dens molaris Sancti Nicolai Episcopi, Reliquiae Sancti Stephani Protomartiris, Reliquiae Sanctorum Cosmi et Damiani, De ossibus Sancti Pantaleonis, De lapide Sancti Sepolcri, Costa Sancti Laurenti Martiris, Reliquiae Sanctorum Innocentium, Reliquiae Sancti Martini Episcopi, Costa Sancti Viteliani Episcopi et Martiris, Reliquie Sanctorum Viti et Modesti, Braccio di Santa Anastasia Vergine e Martire.

## Elenco degli abati
- Petrus, 1213
- Alexsander, 1217
- Haymo, 1219
- Martinus, 1923, 1226
- Arduinus, 1233, 1239
- Senator, 1241
- Bartholomeus, 1243, 1244
- Iohannes, 1258
- Petrus, 1260, 1262
- Iohannes, 1265
- Robertus, 1269, 1275
- Thomas de Montesc, 1278
- Iohannes, 1291
- Robertus, 1304
- Bartholomeus, 1316
- Iacobus, 1320
- Nicolaus, 1326

- Philippus, 1332, 1334
- Guglielmus De Odone, 1343
- Iacobus Maniabovem, 1344
- Guglielmus de S. Marco, 1352, 1353
- Nicolaus de Badulato, 1353
- Iohannes Falconus, 1354, 1356
- Nicolaus de Badulatu, 1359, 1391
- Iohannes, 1403
- Nicolaus de Liotta, 1424, 1454
- Giacomo Albarelli, 1455
- Francesco de Soria, 1457
- Marco Antonio Andronico, 1460
- Iacobo Garcez, 1473

### Abati commendatari
- Caracciolo, Lelio, Fabio, Nicola, Antonio, Carlo, 1570
- Cardinale Girolamo Sicherio,1571
- Cardinale Ottavio Belmosto, 1582
- Cardinale Scipione Caffarelli-Borghese, bibliotecario biblioteca Vaticana. 1618, 1633
- Cardinale Mutio Brancaccio, 1652
- Cardinale Stefano Brancaccio, 1681
- Cardinale Niccolò Acciaiuoli, 1690
- Cardinale Francesco Antonio Finy
- Cardinale Francesco Cotogni